# Lallaing
Lallaing est une commune française, située dans le département du Nord (59) en région Hauts-de-France. La Compagnie des mines d'Aniche y a ouvert la fosse Bonnel.

## Géographie
La géographie explique les origines du village.
L'emplacement de Lallaing en bordure de la Scarpe a déterminé ses origines, son développement et marque encore sa vie. Les circonstances physiques ont imposé un remodelage par l'homme pour drainer, assainir et permettre sa mise en culture. Originellement, dans cette plaine très humide, seule une petite partie des terrains en bordure de Scarpe était à peu près sèche et dégagée (elle correspond actuellement à la place et ses environs immédiats).

### Communes limitrophes
| Douai        | Flines-lez-Raches Anhiers | Marchiennes  |
| Sin-le-Noble | Lallaing                  |              |
| Dechy        | Montigny-en-Ostrevent     | Pecquencourt |

### Hydrographie

#### Réseau hydrographique
La commune est située dans le bassin Artois-Picardie. Elle est drainée par la Scarpe canalisée, le Bouchard, le fossé le Bouchard, le Godion, la dérivation du Bouchard Dans le Godion, le Bay Inverse, le Godion Inverse, le bay et divers autres petits cours d'eau,.
La Scarpe canalisée et une section canalisée de la Scarpe, d'une longueur de 67 km, prend sa source dans la commune de Arras et se jette  dans l'Escaut canalisée à Mortagne-du-Nord, après avoir traversé 34 communes. 

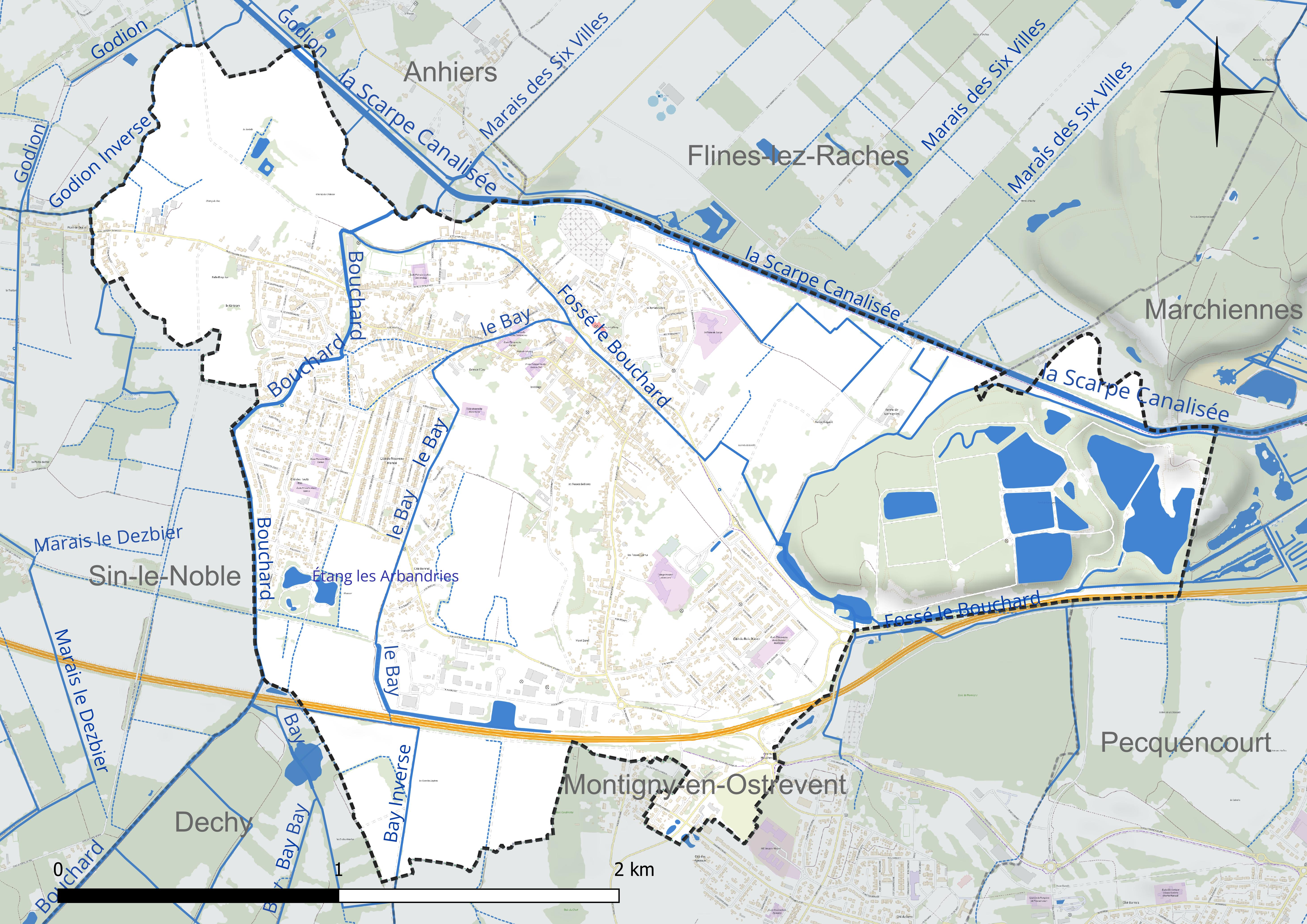
Réseau hydrographique de Lallaing.

Un plan d'eau complète le réseau hydrographique : l'étang les Arbandries (1 ha),.

#### Gestion et qualité des eaux
Le territoire communal est couvert par le schéma d'aménagement et de gestion des eaux (SAGE) « Scarpe aval ». Ce document de planification concerne un territoire de 624 km2 de superficie, délimité par le bassin versant de la Scarpe aval, comprenant la Pévèle, la plaine de la Scarpe et le bassin minier avec l'Ostrevent. Le périmètre a été arrêté le 18 mars 1997 et le SAGE proprement dit a été approuvé le 12 mars 2009, puis révisé le 5 juillet 2021. La structure porteuse de l'élaboration et de la mise en œuvre est le parc naturel régional Scarpe-Escaut. 
La qualité des cours d'eau peut être consultée sur un site dédié géré par les agences de l'eau et l'Agence française pour la biodiversité. 

### Climat
Pour des articles plus généraux, voir Climat des Hauts-de-France et Climat du Nord.
En 2010, le climat de la commune est de type climat océanique dégradé des plaines du Centre et du Nord, selon une étude du CNRS s'appuyant sur une série de données couvrant la période 1971-2000. En 2020, Météo-France publie une typologie des climats de la France métropolitaine dans laquelle la commune est exposée à un climat océanique et est dans la région climatique  Nord-est du bassin Parisien, caractérisée par un ensoleillement médiocre, une pluviométrie moyenne régulièrement répartie au cours de l'année et un hiver froid (3 °C). 
Pour la période 1971-2000, la température annuelle moyenne est de 10,6 °C, avec une amplitude thermique annuelle de 14,6 °C. Le cumul annuel moyen de précipitations est de 687 mm, avec 11,6 jours de précipitations en janvier et 9 jours en juillet. Pour la période 1991-2020, la température moyenne annuelle observée sur la station météorologique la plus proche, située sur la commune de Douai à 7 km à vol d'oiseau, est de 11,0 °C et le cumul annuel moyen de précipitations est de 729,2 mm,. Pour l'avenir, les paramètres climatiques de la commune estimés pour 2050 selon différents scénarios d'émission de gaz à effet de serre sont consultables sur un site dédié publié par Météo-France en novembre 2022.

## Urbanisme

### Typologie
Au 1er janvier 2024, Lallaing est catégorisée ceinture urbaine, selon la nouvelle grille communale de densité à sept niveaux définie par l'Insee en 2022.
Elle appartient à l'unité urbaine de Douai-Lens, une agglomération inter-départementale regroupant 67  communes, dont elle est une commune de la banlieue,,. Par ailleurs la commune fait partie de l'aire d'attraction de Douai, dont elle est une commune de la couronne,. Cette aire, qui regroupe 61 communes, est catégorisée dans les aires de 50 000 à moins de 200 000 habitants,.

### Occupation des sols
L'occupation des sols de la commune, telle qu'elle ressort de la base de données européenne d'occupation biophysique des sols Corine Land Cover (CLC), est marquée par l'importance des territoires artificialisés (61,5 % en 2018), en augmentation par rapport à 1990 (54,6 %). La répartition détaillée en 2018 est la suivante : 
zones urbanisées (43,8 %), terres arables (31,8 %), espaces verts artificialisés, non agricoles (15,7 %), prairies (6,3 %), zones industrielles ou commerciales et réseaux de communication (1,9 %), forêts (0,3 %), zones humides intérieures (0,1 %). L'évolution de l'occupation des sols de la commune et de ses infrastructures peut être observée sur les différentes représentations cartographiques du territoire : la carte de Cassini (XVIIIe siècle), la carte d'état-major (1820-1866) et les cartes ou photos aériennes de l'IGN pour la période actuelle (1950 à aujourd'hui).

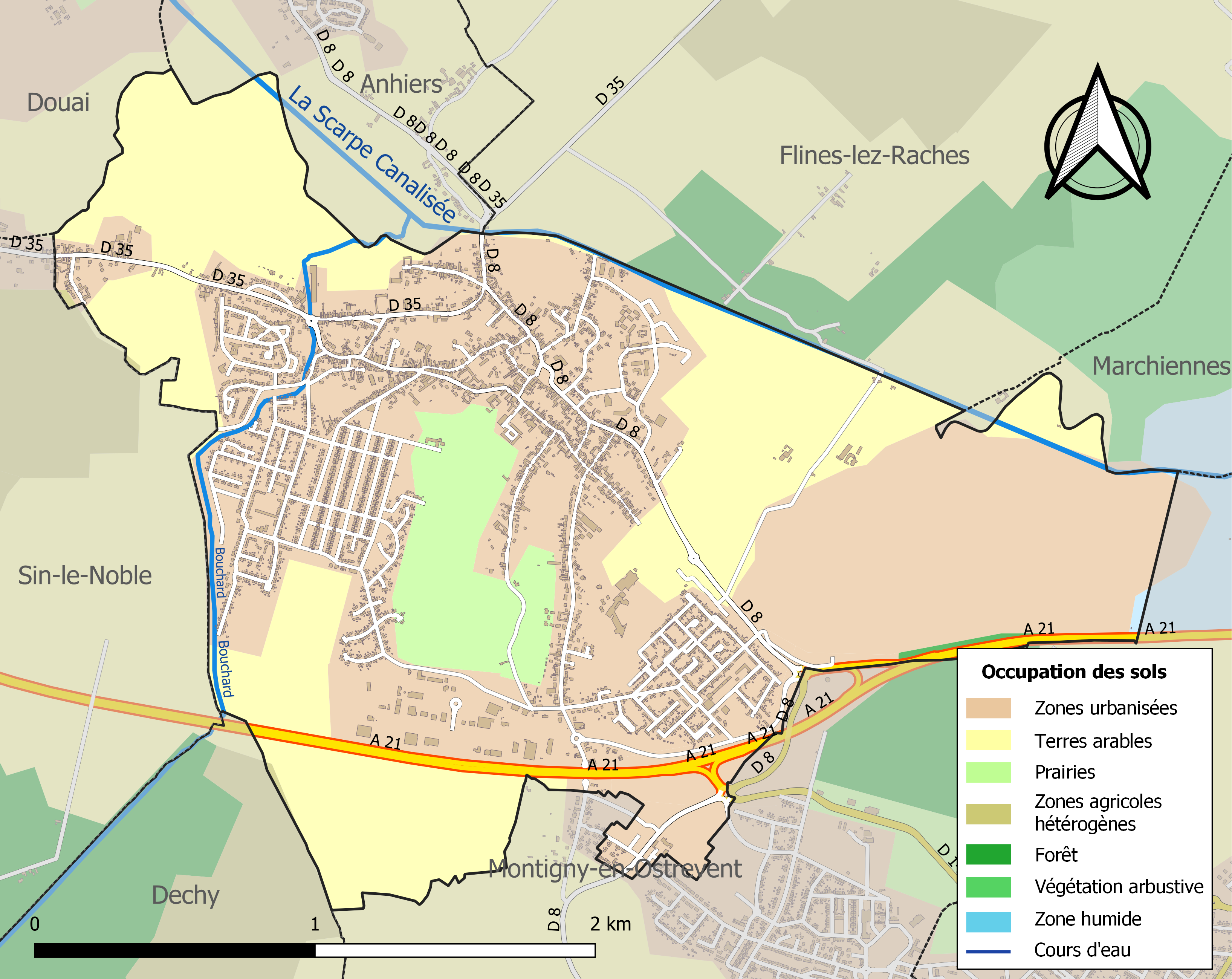
Carte des infrastructures et de l'occupation des sols de la commune en 2018 (CLC).

### Voies de communication et transports
La commune est desservie par les lignes 3, 17 et 118 du réseau de transport Évéole.

## Toponymie
La ville de Lallaing doit son nom à Lug Lúaith, qui chez les celtes signifiait Lugus rapide. Au niveau de Lallaing se trouvait un gué sur la Scarpe, il était en permanence défendu par un ou plusieurs hommes en armes qui protégeaient ainsi la région lilloise, les plus grands champions de leur époque, les plus rapides à manier le glaive ou le javelot.

## Histoire
C'est sur cette partie de terre ferme que s'est installé, à une date très reculée, une communauté qui, en 1365, date du premier dénombrement connu, rassemblait déjà 60 « feux » soit 250 personnes environ. Mais cette situation au bord d'une rivière, lorsque l'absence de route imposait le recours à la voie d'eau, a très vite été considérée comme stratégique car la rivière servait de frontière entre les possessions de la Flandre et celles du Hainaut.
Dès 1184, il existait un château féodal sur une motte naturelle partiellement aménagée de 50 ares, puisque le comte de Hainaut y avait placé une forte garnison. C'est sans doute peu avant cette date que s'était installée à Lallaing une famille de seigneurs venus de Forest-sur-Marque, dans la région Lilloise, les Forest, qui prirent ensuite le nom de Lalaing quand ils se détachèrent de leur lieu d'origine.
En 1285, Jacques Bretel cite Simon et Simars de Lalaing parmi les invités du comte de Chiny, venus au tournoi de Chauvency-le-Château, en compagnie des Hondschoote, Ligne, Haussy, Montigny et des fils des comtes de Hainaut et Flandres…
Le 1er août 1914, la France lance l'ordre de mobilisation générale. A Lallaing, comme à Aniche, dans le cadre de la fièvre patriotique, des mineurs refusent de descendre avec les mineurs allemands et polonais originaires des territoires allemands. Certains de ces Polonais demandent à s'engager dans l'armée française

## Politique et administration

### Rattachements administratifs et électoraux
La commune se trouve dans l'arrondissement de Douai du département du Nord. Pour l'élection des députés, elle fait partie depuis 2012 de la seizième circonscription du Nord.
Elle faisait partie depuis 1801 du canton de Douai-Nord. Dans le cadre du redécoupage cantonal de 2014 en France, la commune est désormais rattachée au canton de Douai.

### Intercommunalité
La commune est  membre de la communauté d'agglomération du Douaisis, créée en 2002, et qui succédait au SMAEZI (syndicat mixte d'aménagement et d'équipement des zones industrielles). Depuis 2019, la communauté d'agglomération du Douaisis est devenue Douaisis Agglo.

### Tendances politiques et résultats
Lors des élections municipales de 2014, la liste du maire sortant Thierry Dancoine (PCF) est battue par celle de Francis Dureux (DVD), distancée de onze voix.
Lors du premier tour des élections municipales le 15 mars 2020, vingt-neuf sièges sont à pourvoir ; on dénombre 4 676 inscrits, dont 2 263 votants (48,40 %), 32 votes blancs (1,41 %) et 2 189 suffrages exprimés (96,73 %). Quatre listes sont présentes : 
- la liste Lallaing 2020 : pour vous, avec vous ! menée par le maire sortant Jean-Paul Fontaine recueille 1 135 voix (51,85 %) et remporte vingt-trois sièges ;
- la liste divers droite Un nouveau cap pour Lallaing menée par l'ancienne première adjointe Nacéra Soltani[23] recueille 694 voix (31,70 %) et remporte quatre sièges ;
- la liste divers gauche L'avenir de Lallaing menée par le conseiller municipal d'opposition Bruno Robin[24] recueille 202 voix (9,23 %) et remporte un siège ;
- la liste divers gauche Objectif Lallaing menée par Joël Lenglin recueille 158 voix (7,22 %) et remporte un siège[25],[26].

### Liste des maires
Maire en 1828  (de 1828 à 1859?): Charles-Édouard de Montozon.

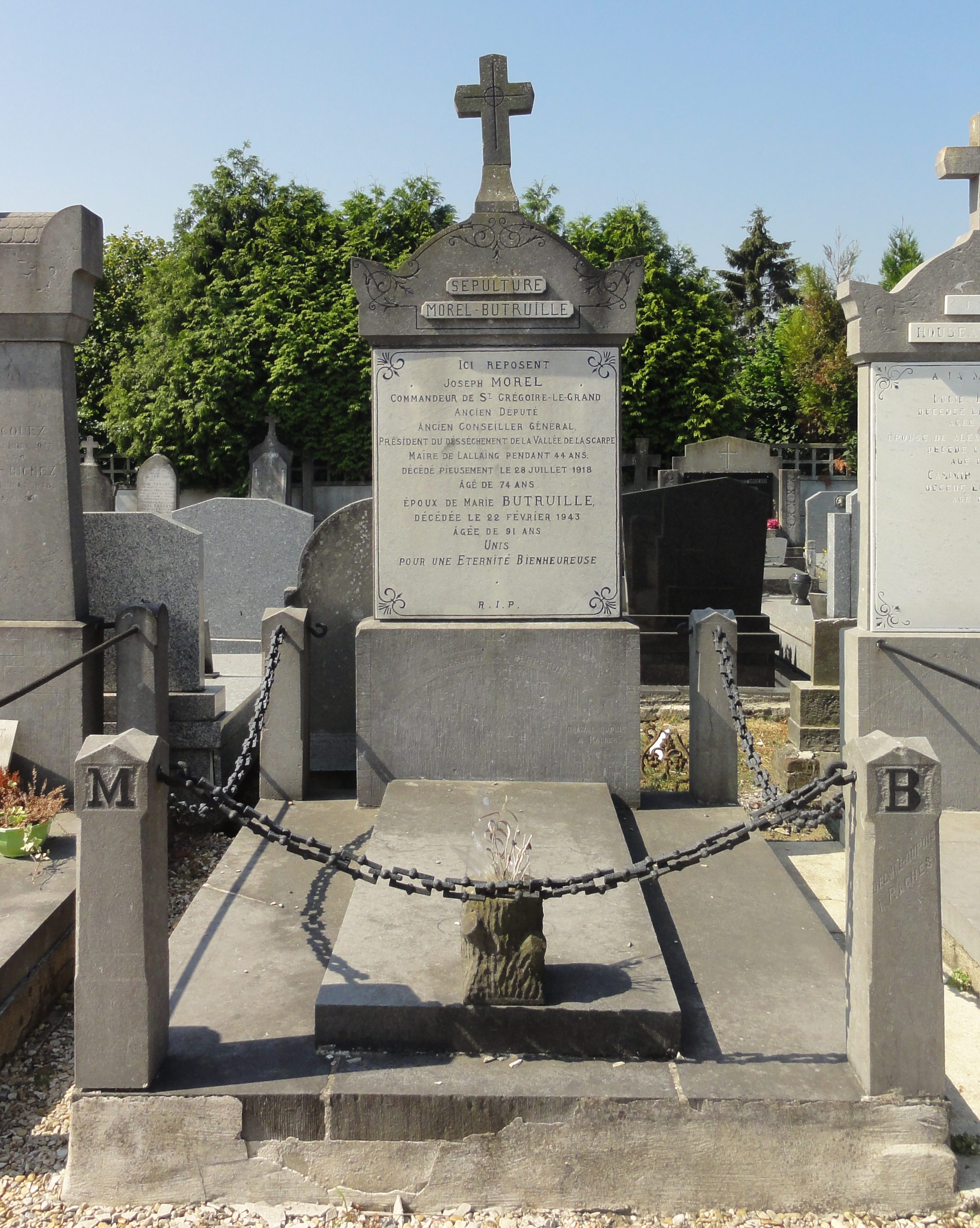
La tombe de Joseph Morel dans le cimetière de Lallaing.
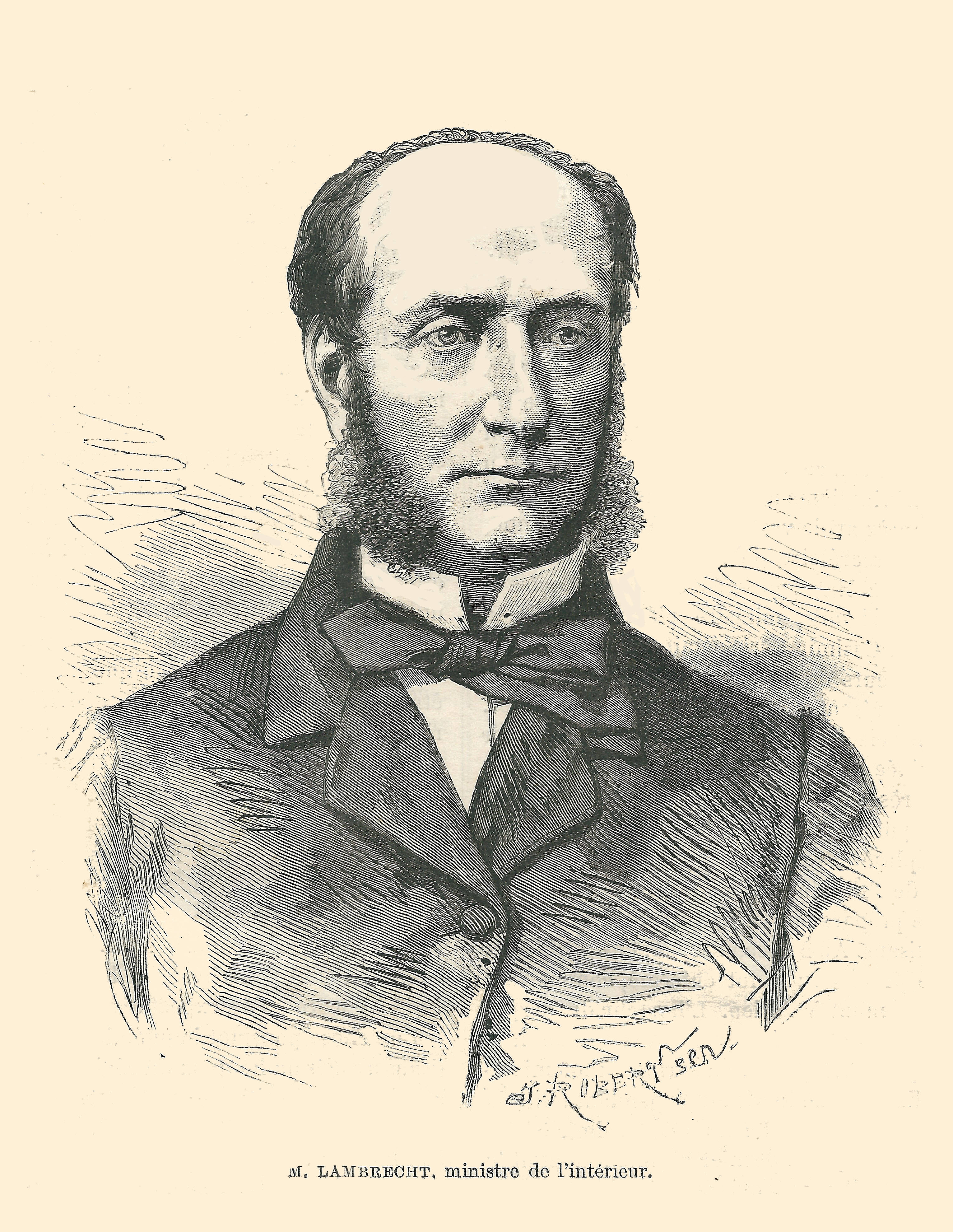
Félix Lambrecht en 1874.
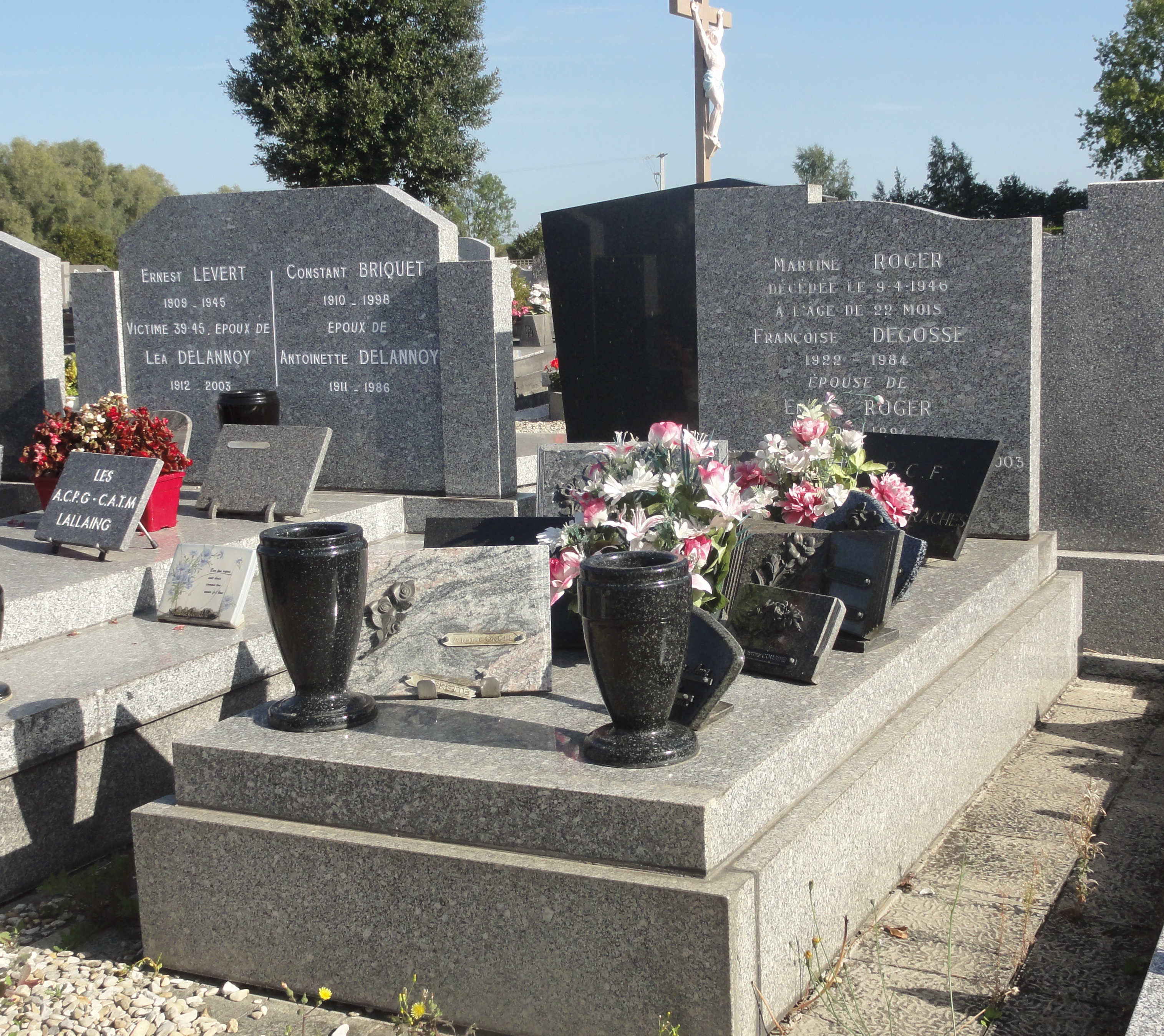
Tombe d'Émile Roger.
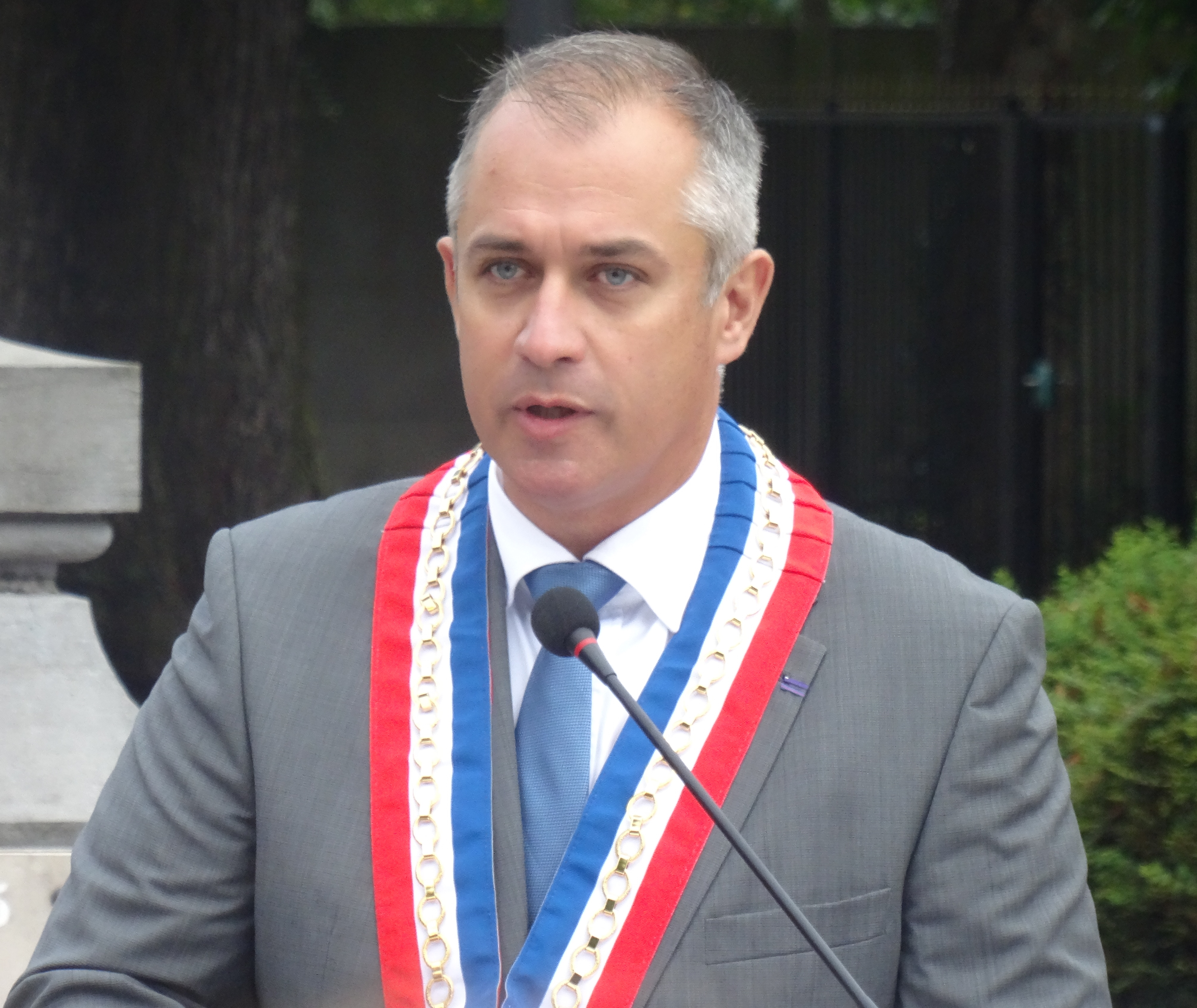
Jean-Paul Fontaine en septembre 2016.

### Jumelages
| Ville | Ville               | Pays | Pays     | Période                 |
| ----- | ------------------- | ---- | -------- | ----------------------- |
|       | Écaussinnes-Lalaing |      | Belgique | depuis le 1er juin 2000 |

## Population et société

### Démographie

#### Évolution démographique
L'évolution du nombre d'habitants est connue à travers les recensements de la population effectués dans la commune depuis 1793. Pour les communes de moins de 10 000 habitants, une enquête de recensement portant sur toute la population est réalisée tous les cinq ans, les populations de référence des années intermédiaires étant quant à elles estimées par interpolation ou extrapolation. Pour la commune, le premier recensement exhaustif entrant dans le cadre du nouveau dispositif a été réalisé en 2004.

En 2022, la commune comptait 6 212 habitants, en évolution de +0,78 % par rapport à 2016 (Nord : +0,51 %, France hors Mayotte : +2,11 %).
| 1793  | 1800  | 1806  | 1821  | 1831  | 1836  | 1841  | 1846  | 1851  |
| ----- | ----- | ----- | ----- | ----- | ----- | ----- | ----- | ----- |
| 1 218 | 1 108 | 1 217 | 1 389 | 1 559 | 1 612 | 1 692 | 1 837 | 1 831 |

| 1856  | 1861  | 1866  | 1872  | 1876  | 1881  | 1886  | 1891  | 1896  |
| ----- | ----- | ----- | ----- | ----- | ----- | ----- | ----- | ----- |
| 1 911 | 1 991 | 2 081 | 2 099 | 2 072 | 2 063 | 2 025 | 2 001 | 2 059 |

| 1901  | 1906  | 1911  | 1921  | 1926  | 1931  | 1936  | 1946  | 1954  |
| ----- | ----- | ----- | ----- | ----- | ----- | ----- | ----- | ----- |
| 2 217 | 2 328 | 2 712 | 2 576 | 3 683 | 3 632 | 3 540 | 3 937 | 4 658 |

| 1962  | 1968  | 1975  | 1982  | 1990  | 1999  | 2004  | 2006  | 2009  |
| ----- | ----- | ----- | ----- | ----- | ----- | ----- | ----- | ----- |
| 7 631 | 8 795 | 8 399 | 8 174 | 8 001 | 6 999 | 6 631 | 6 538 | 6 521 |

| 2014  | 2019  | 2022  | - | - | - | - | - | - |
| ----- | ----- | ----- | - | - | - | - | - | - |
| 6 222 | 6 364 | 6 212 | - | - | - | - | - | - |

#### Pyramide des âges
La population de la commune est relativement jeune.
En 2018, le taux de personnes d'un âge inférieur à 30 ans s'élève à 34,9 %, soit en dessous de la moyenne départementale (39,5 %). À l'inverse, le taux de personnes d'âge supérieur à 60 ans est de 28,2 % la même année, alors qu'il est de 22,5 % au niveau départemental.
En 2018, la commune comptait 2 894 hommes pour 3 403 femmes, soit un taux de 54,04 % de femmes, largement supérieur au taux départemental (51,77 %).
Les pyramides des âges de la commune et du département s'établissent comme suit.
| Hommes | Classe d’âge | Femmes |
| ------ | ------------ | ------ |
| 0,7    | 90 ou +      | 2,7    |
| 6,9    | 75-89 ans    | 12,0   |
| 15,9   | 60-74 ans    | 17,6   |
| 18,6   | 45-59 ans    | 17,4   |
| 20,3   | 30-44 ans    | 17,6   |
| 16,9   | 15-29 ans    | 14,9   |
| 20,6   | 0-14 ans     | 17,8   |

| Hommes | Classe d’âge | Femmes |
| ------ | ------------ | ------ |
| 0,5    | 90 ou +      | 1,4    |
| 5,3    | 75-89 ans    | 8,1    |
| 14,8   | 60-74 ans    | 16,2   |
| 19,1   | 45-59 ans    | 18,4   |
| 19,5   | 30-44 ans    | 18,7   |
| 20,7   | 15-29 ans    | 19,1   |
| 20,2   | 0-14 ans     | 18     |

## Culture locale et patrimoine

### Lieux et monuments
- L'église Sainte-Aldegonde

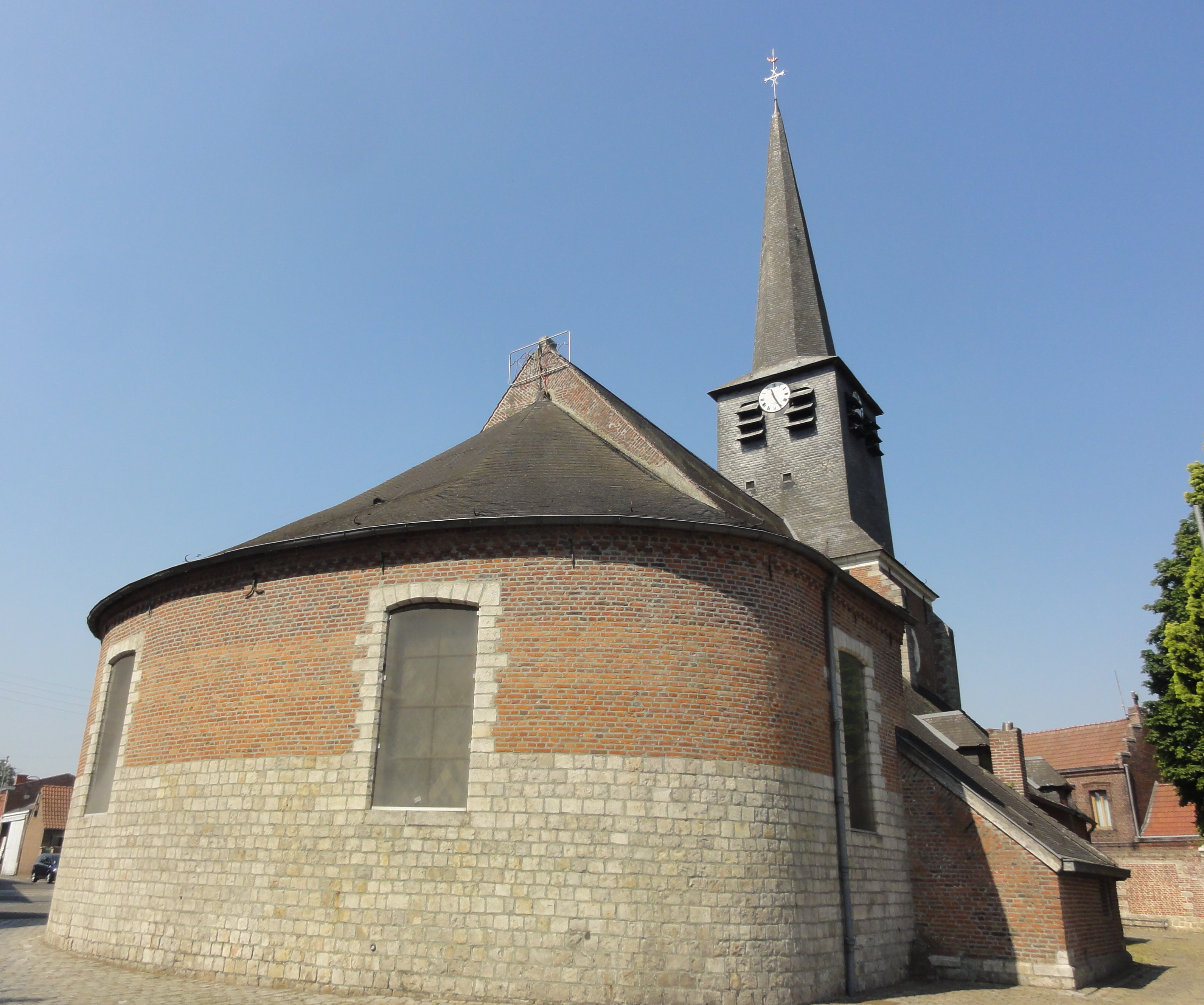
L'église.

- Brasserie, malterie Charles Dufour, renommée Dufour-Dumont en 1927, puis Dufour Delhaye en 1946, construite en 1905 par Charles Dufour[42].

Elle a cessé de fonctionner à la fin des années 1970 et est actuellement désaffectée. En 1927 la production s'élevait à 8000 hectolitres de bière conditionnée en bouteilles ; en 1946 la production de bière de fermentation haute et conditionnée en bouteilles atteignait les 5000 hectolitres.
On y trouve : un atelier de fabrication à deux étages carrés sous un même toit (à longs pans brisés, couvert d'ardoises) que le logement patronal qui comprend sous-sol, un étage carré et étage de comble ; une pièce de séchage à trois étages carrés est couverte d'une terrasse ; un germoir à un étage carré avec toit à croupe ; passage couvert avec charpente métallique apparente ; et bureau au rez-de-chaussée.
- La ferme de Germignies (50° 23′ 26,82″ N, 3° 11′ 06,99″ E)

Construite au XVIIe siècle il s'agit d'une des plus vieilles fermes du Nord, et située près du pont de Germignies sur la Scarpe

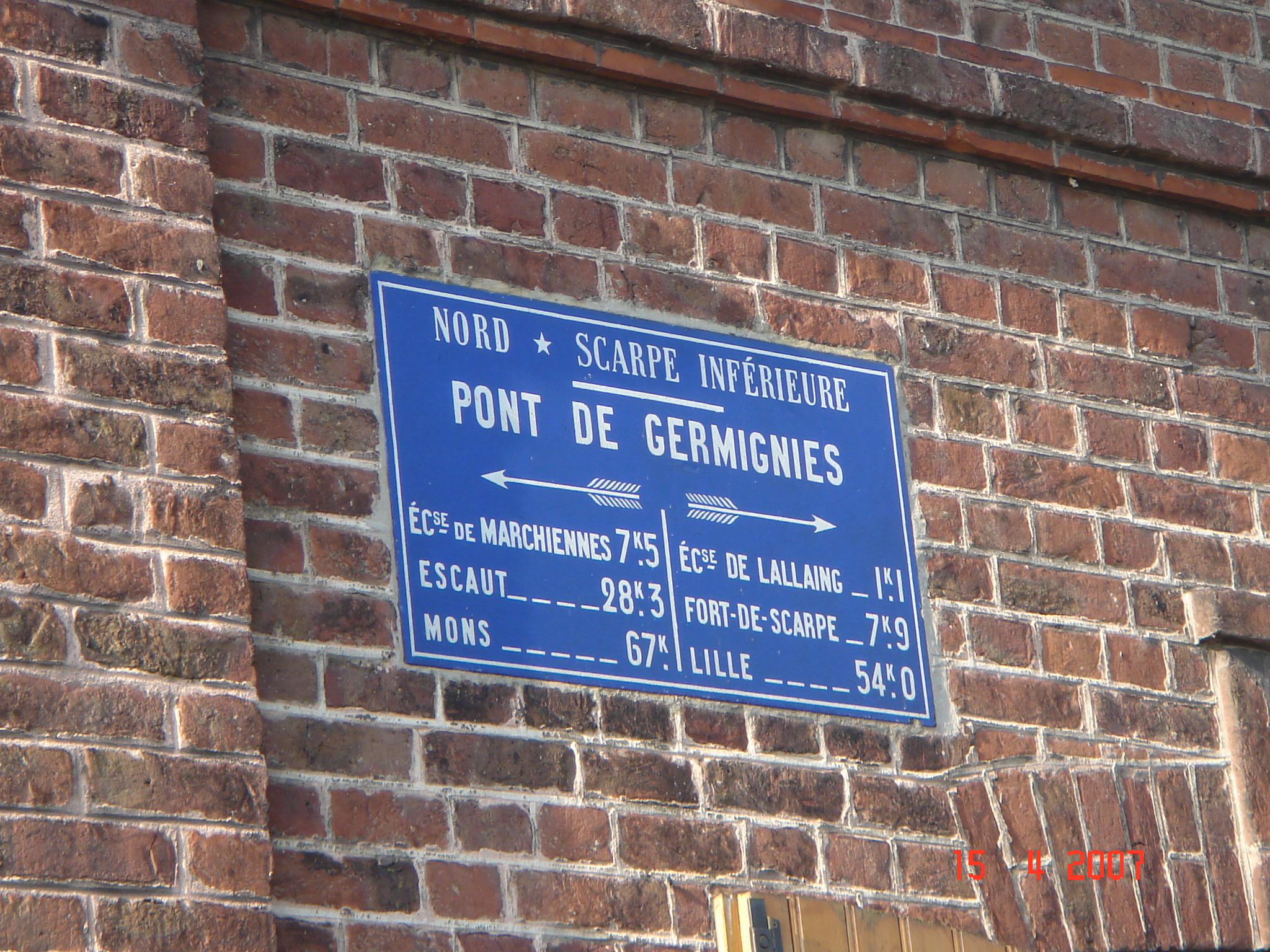
Plaque du pont de Germignies.
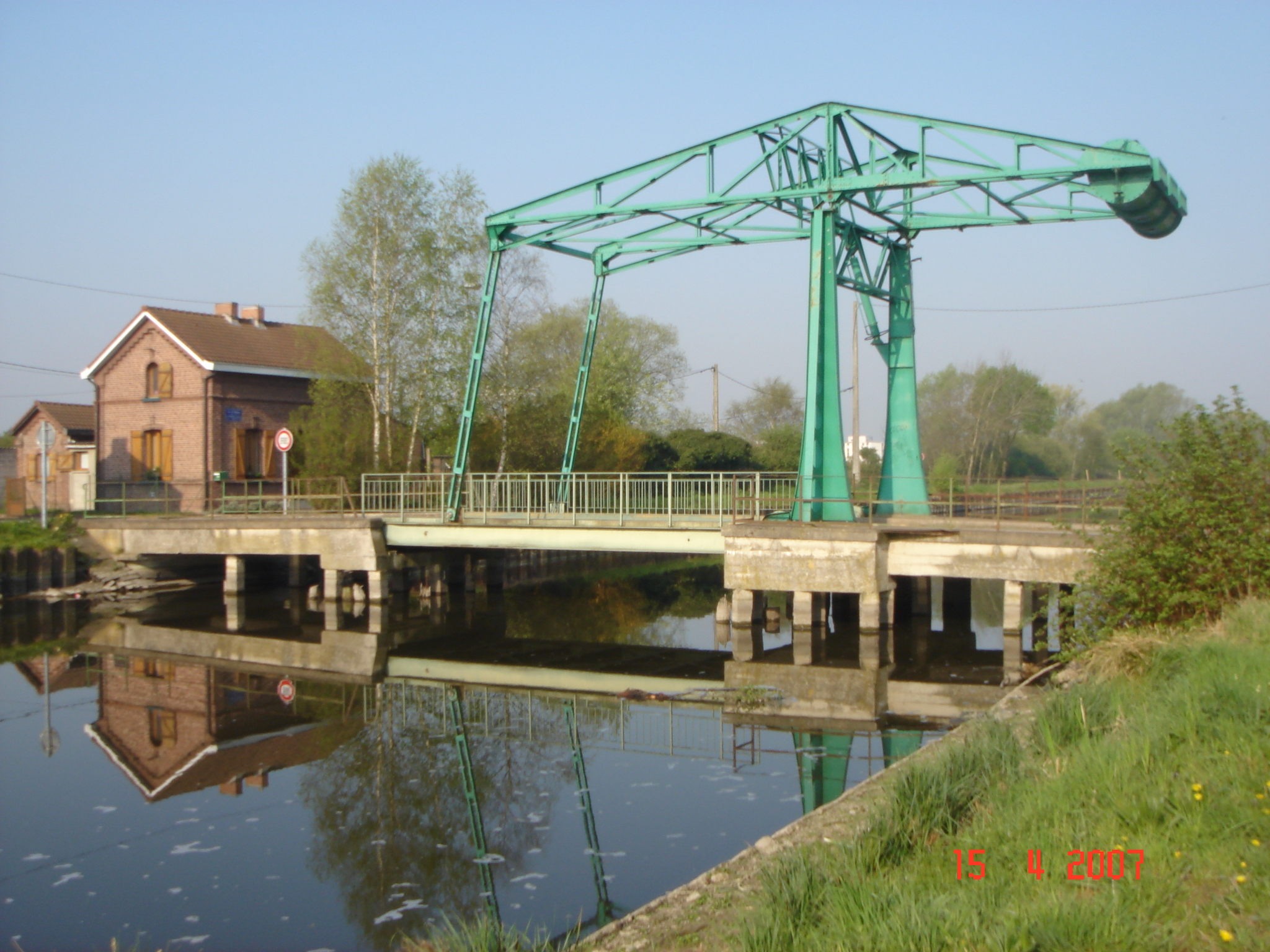
Pont de Germignies.

- Le terril de Lallaing, sur lequel a été construit le premier grand lagunage naturel de la région[43],[44].

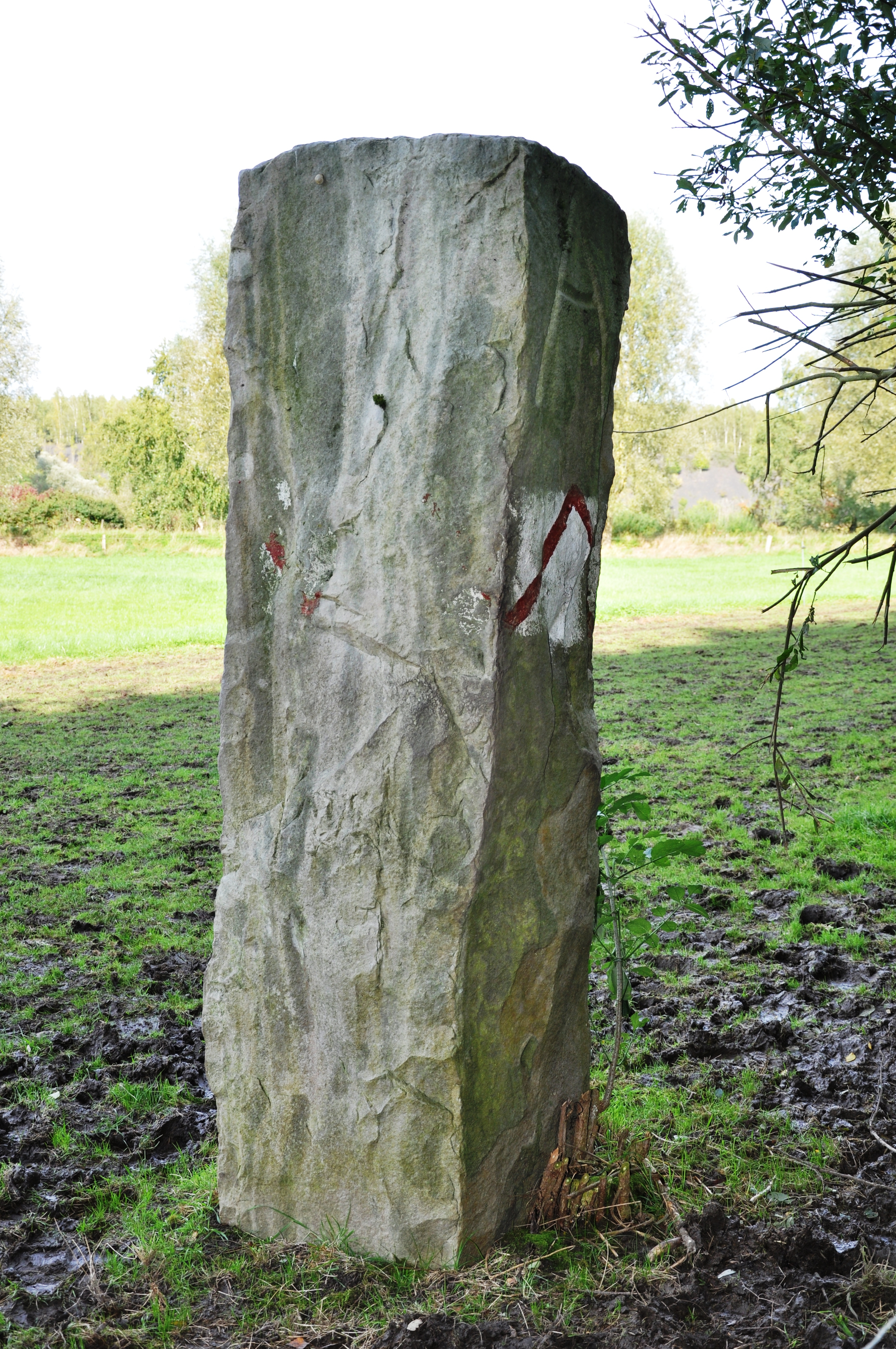
La borne de Quéviron à Lallaing.

- La borne de Quéviron, située à 500 m de la ferme de Germignies au lieu-dit « Marais des Six Villes, a été placée là en 1288  pour marquer les territoires des échevins de Douai et de l'abbaye de Marchiennes afin de  délimiter leurs territoires et éviter des différends de chasse et de pêche[45].

Bloc de grès brut de 2,30 mètres de hauteur dont chacune des 4 faces représente une paroisse Flines-lez-Raches, Lallaing, Marchiennes et Pecquencourt).
- Le château de Lallaing

Au XIIe siècle le site est occupé évoluant vers une motte castrale puis une forteresse.
Au XIIIe siècle les seigneurs de Lallaing possèdent le château dont le mur d'enceinte intègre l'église.
Dans les Albums de Croÿ, trois gouaches donnent une vue précise du lieu à cette époque.
Au XVIIe siècle le fief passe à la maison d'Arenberg. Après les guerres de Louis XIV le château se détériore rapidement. En 1904 la princesse d'Arenberg le vend à M. Morel, ses successeurs en 1943 le cède à la compagnie des mines d'Aniche.
En 1959 la ville achète le bien et l'architecte douaisien M. Coisne conçoit le nouvel hôtel de Ville sur l'emplacement du château. Les derniers éléments sont ainsi déconstruits. Il subsiste le pont et la porte d'entrée ainsi que dans le parc un pilori.

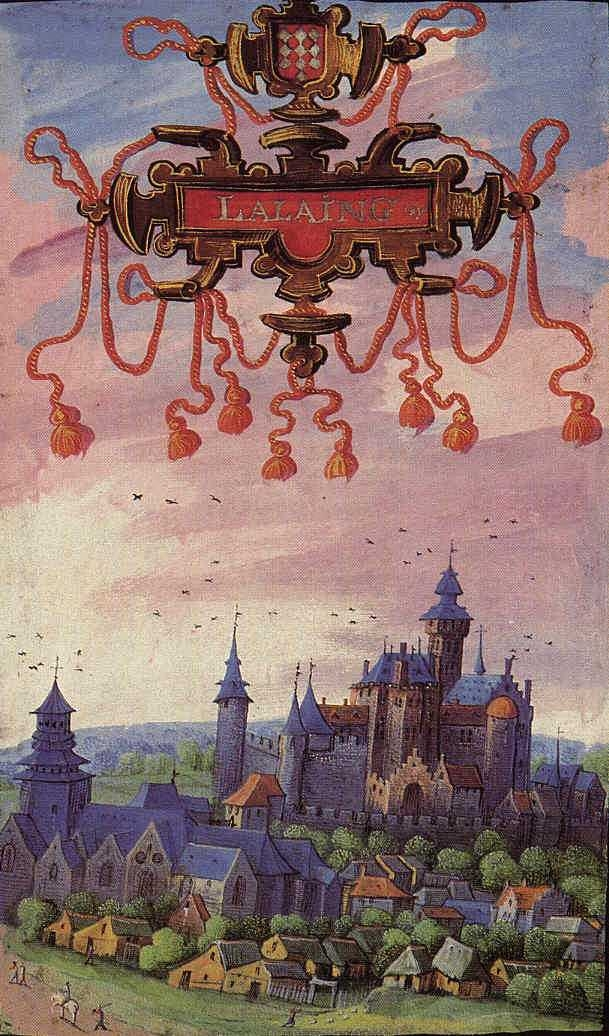
Albums de Croÿ, cartulaire de Lallaing, XVIe siècle.
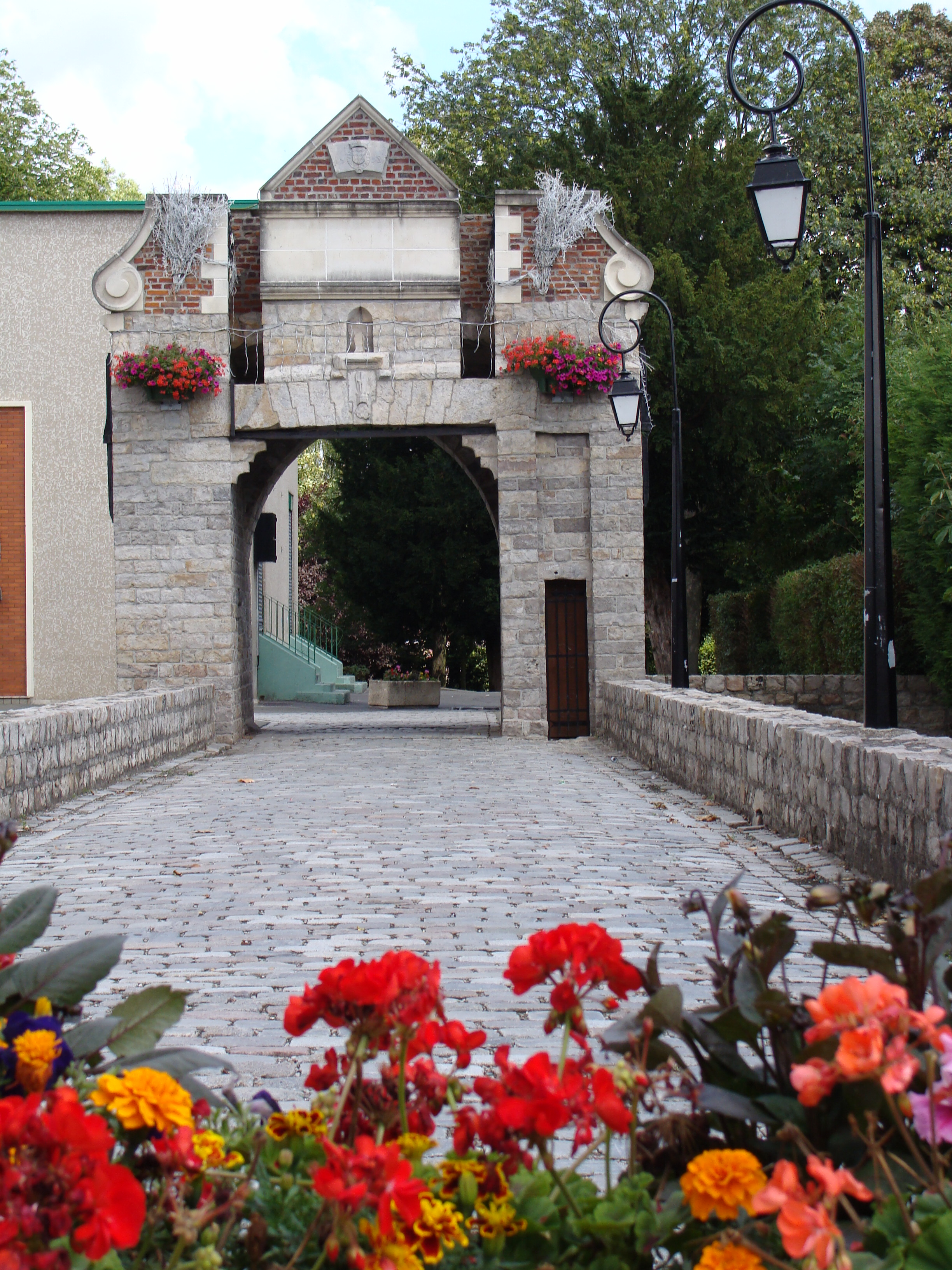
Vestiges de l'entrée du château de Lallaing.

- Musée d'histoire et du patrimoine lallinois[Note 6], inauguré en juin 2018 et situé dans l'ancien presbytère, qui présente les travaux de la société historique locale[47].

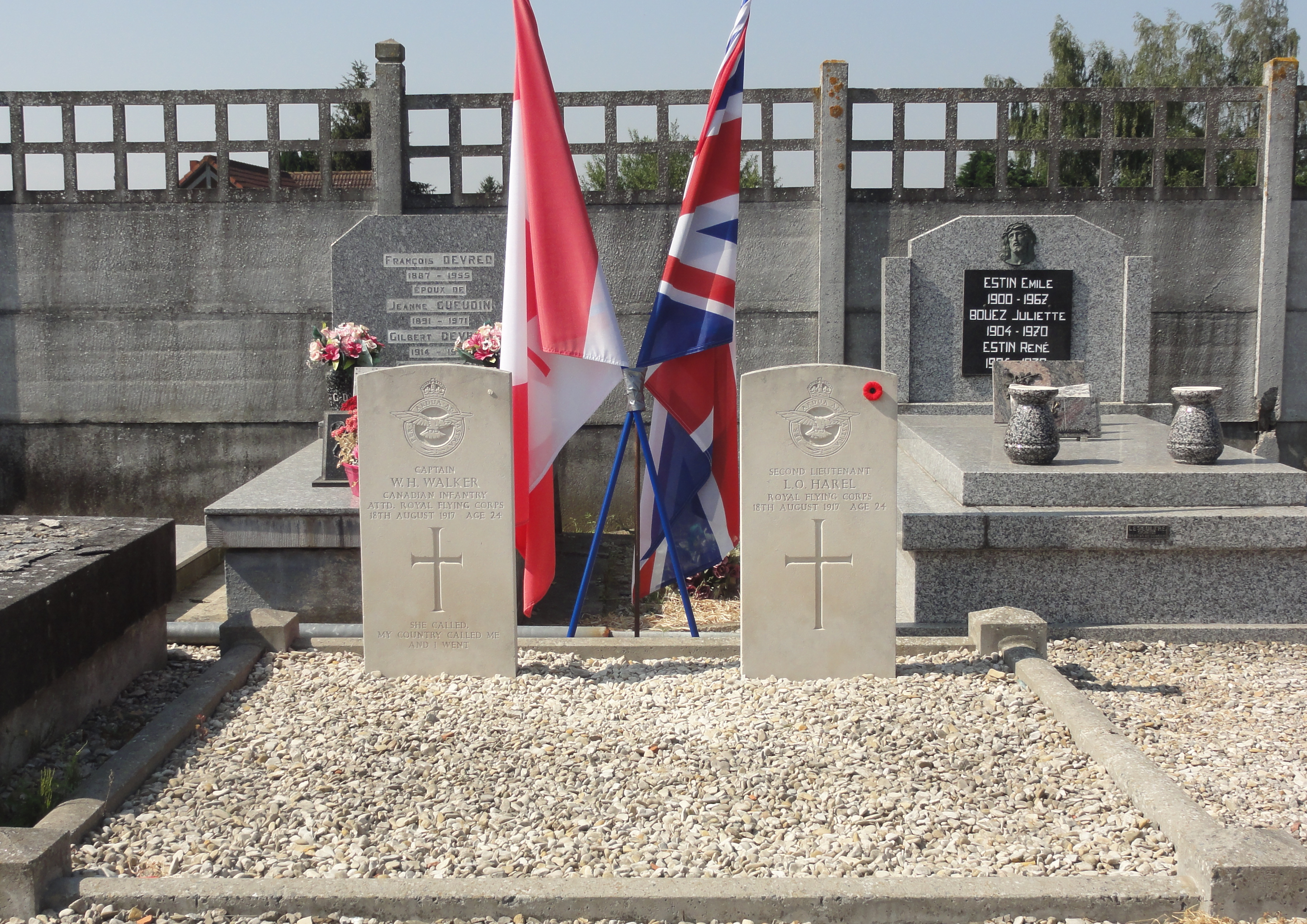
Les tombes du Commonwealth.

- Le cimetière de Lallaing dans lequel on trouve notamment deux tombes du Commonwealth.

### Personnalités liées à la commune

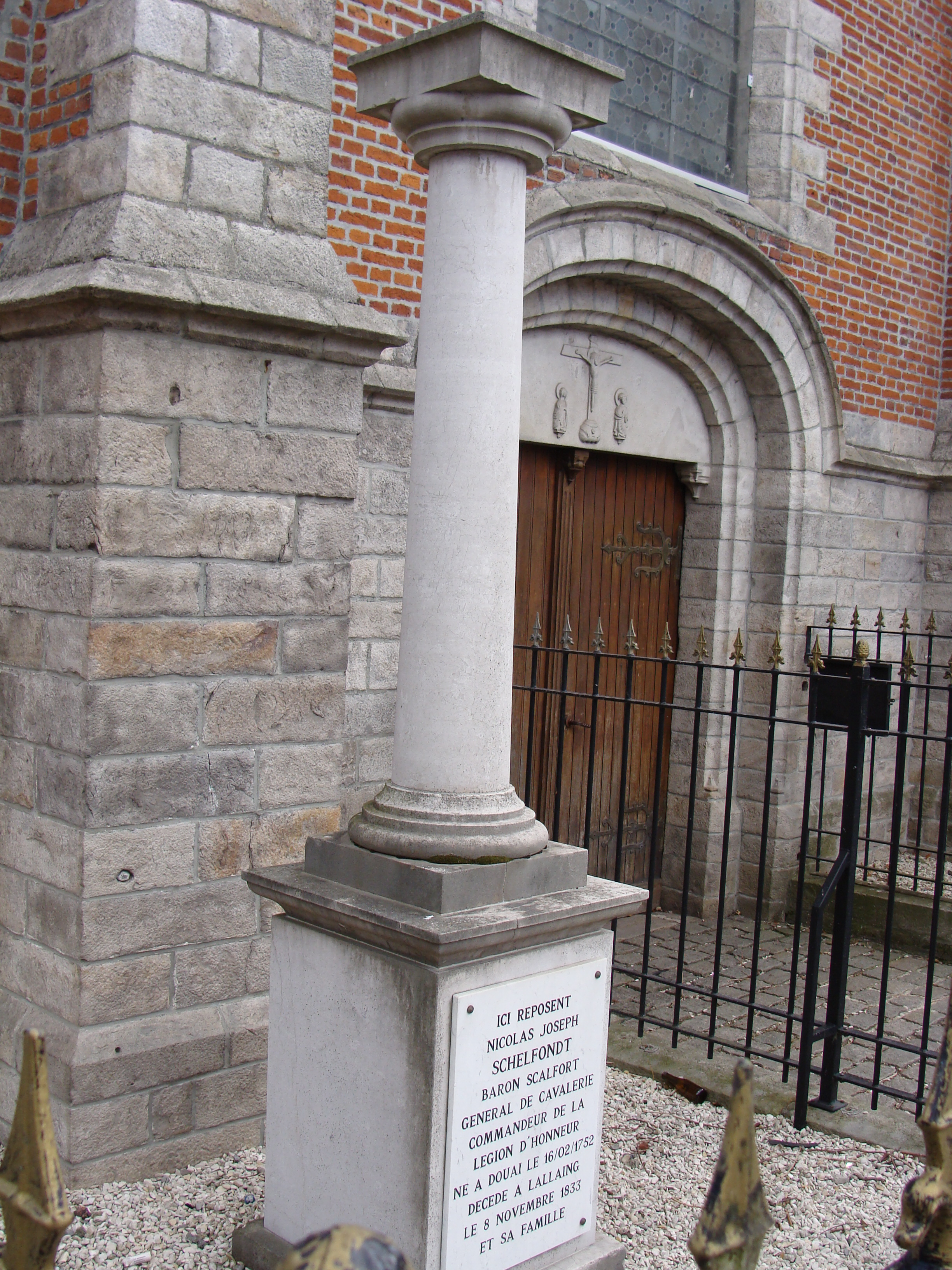
Stèle funéraire du baron Scalfort au porche de l'église de Lallaing.

- Simon de Lalaing, Chevalier de l'Ordre de la Toison d'or en 1431.
- Le Baron Nicolas-Joseph Scalfort y est décédé; et notamment la Baronne Scalfort dont la fondation en faveur des pauvres a donné lieu a un procès de février à mars 1842[48].
- Florimond Wagon (1895-1916), instituteur et écrivain né à Lallaing. Son nom est inscrit au Panthéon dans la liste des 560 écrivains morts pour la France au cours de la Première Guerre mondiale.
- Jean-Paul Huftier (1944- ), artiste-peintre né à Lallaing.

### Héraldique
| Armes d'Isigny-sur-Mer | De gueules à dix losanges d'argent accolés et aboutés, trois, trois, trois et un. Ce blason est bien visible sur l'aquarelle de l'albums de Croÿ consacrée à Lallaing. De plus, l'armorial Lalaing lui-même (1560-1570) donne ce blasonnement. |

| Famille de Lalaing | Description des armoiries dans l'armorial du Tournoi de Chauvency. |

### Folklore
Lallaing a pour géants Scalfort et Gordaine

## Pour approfondir